# Man en muis
Man en muis is een Nederlandstalige jeugdroman, geschreven door Paul Biegel en uitgegeven in 2003 bij Uitgeverij Holland in Haarlem. De eerste editie werd geïllustreerd door Fiel van der Veen.

## Inhoud
Oom Theodoor heeft zijn leven lang in hetzelfde huis gewoond en weigert dan ook te vertrekken, ondanks het feit dat hij in hoge mate hulpbehoevend is. Twee neefjes van hem komen met een oplossing die hem in staat stelt zijn luxe leven voort te zetten. Dit wordt echter ook opgemerkt door een muizenfamilie, die meeprofiteert van de luxe in het huis. Alles lijkt goed te gaan, tot de komst van de kelderrat Belem.